# Американсько-російські відносини

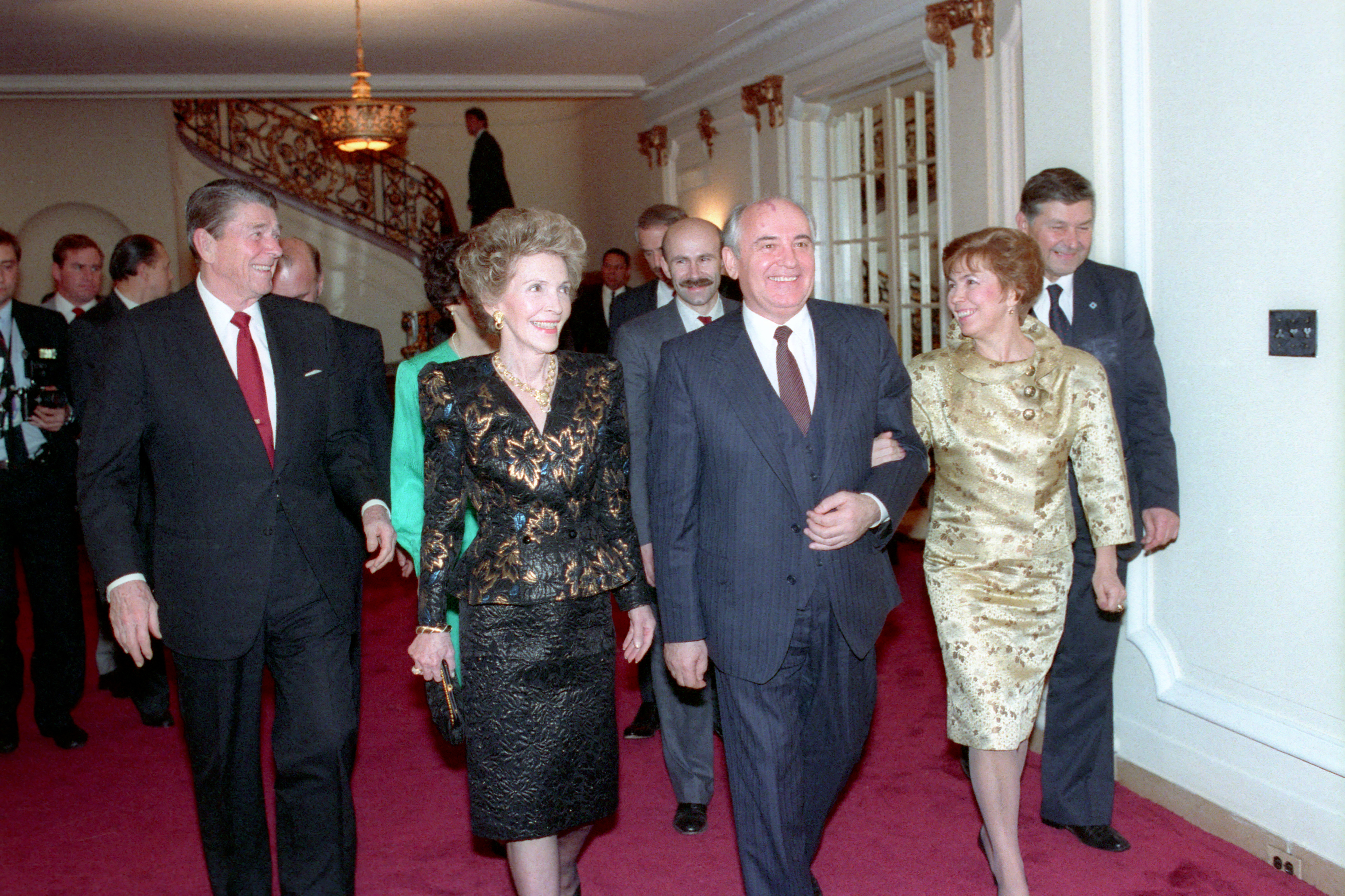
Рональд Рейган і Михайло Горбачов з дружиною у радянському посольстві у Вашингтоні, 9 грудня 1987

Борис Єльцин і Джордж Буш-старший на території Білого дому, 1992

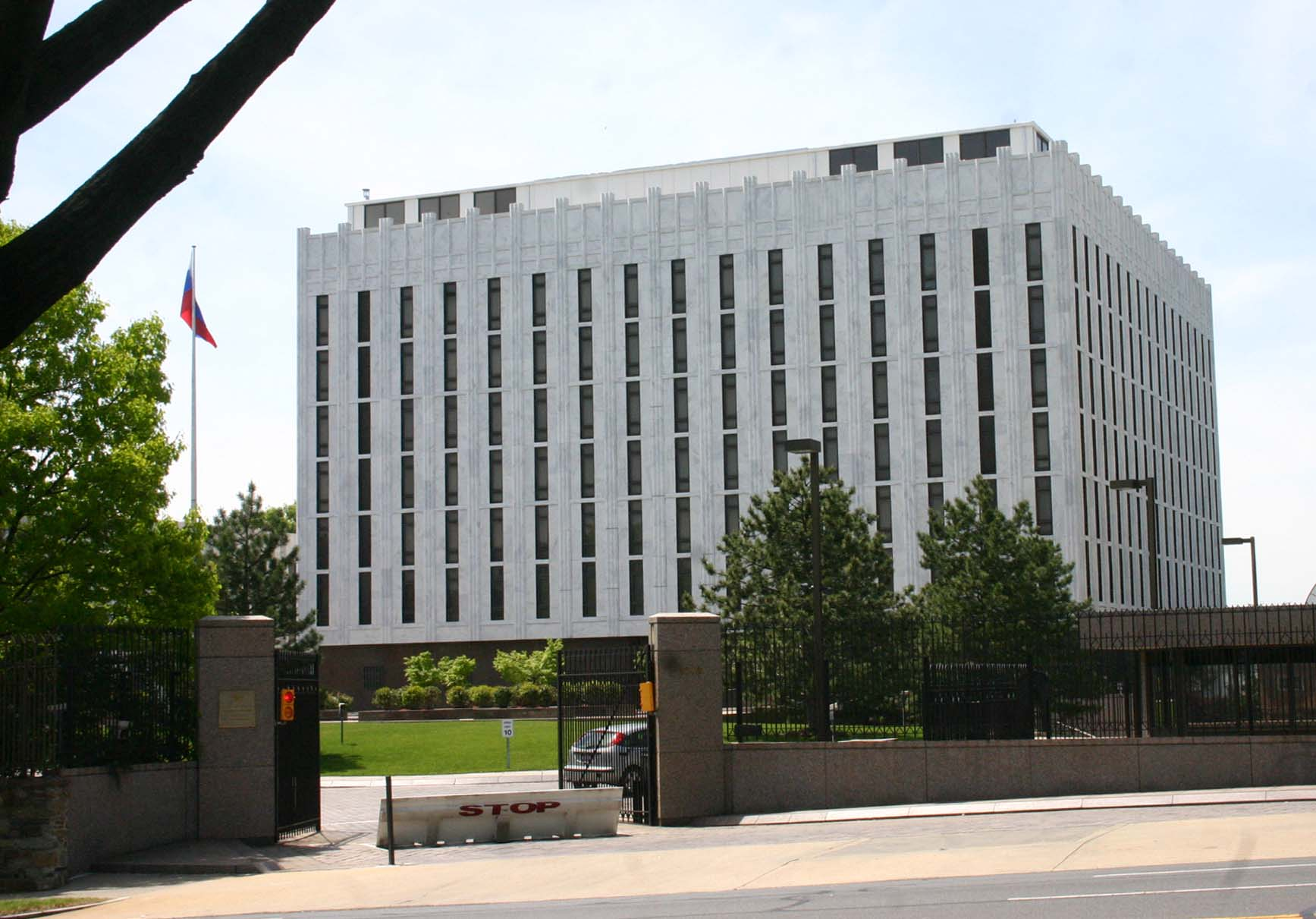
Посольство РФ

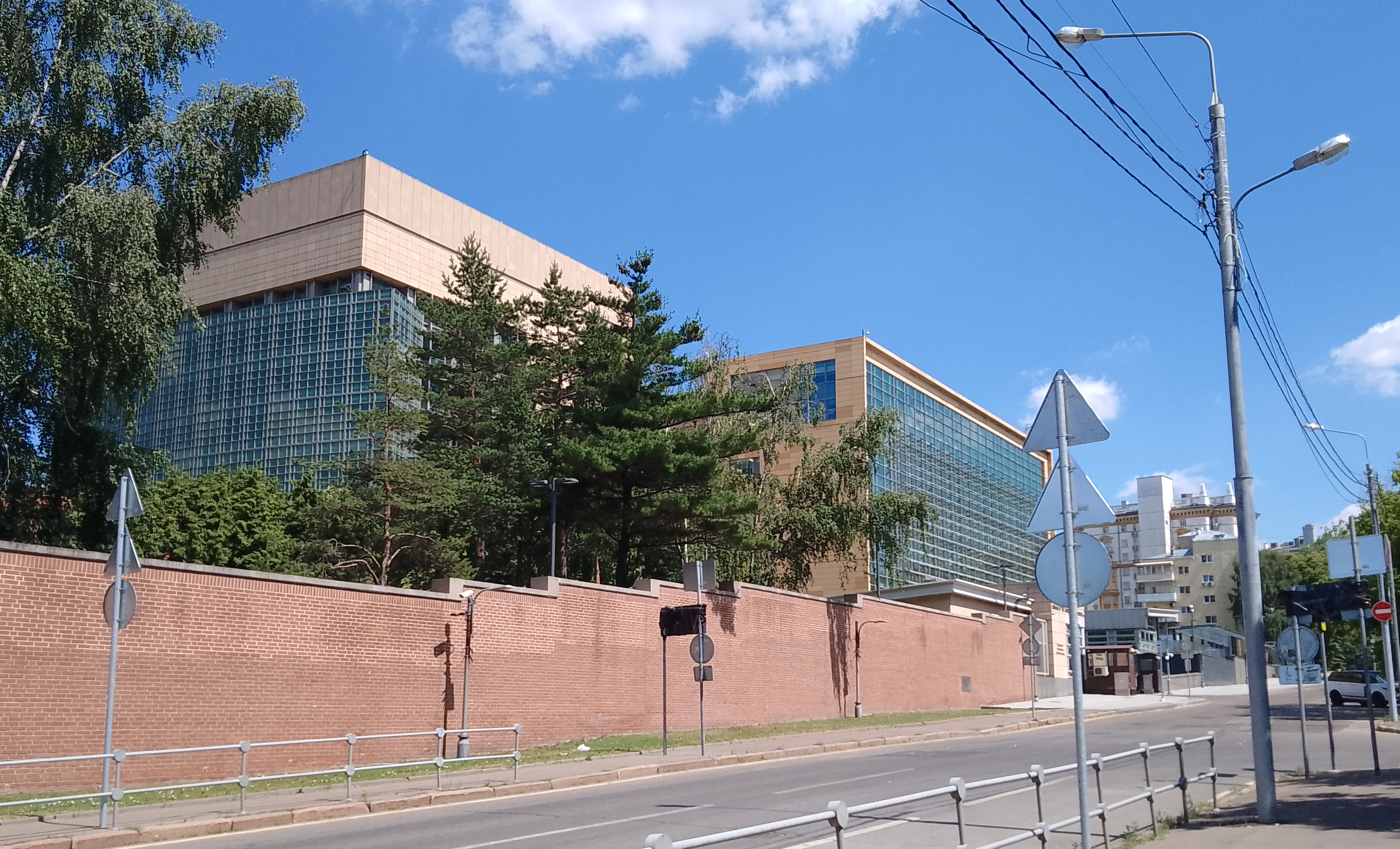
Посольство США

Американсько-російські відносини — двосторонні відносини між США і РФ, правонаступницею СРСР.

## Історія
Росія і США підтримують дипломатичні відносини, проте з 2014 вони зіпсувалися через російську збройну агресію проти України та підтримку Росією громадянської війни в Сирії. Для означення політичного, економічного, військового та іншого протистояння між ЄС і США та їхніми союзниками з одного боку та РФ з іншого боку використовують термін «Друга холодна війна».
У травні 2021 Уряд РФ вніс США та Чехію до списку «недружніх країн». У відповідь на це 30 липня 2021 року Держсекретар Ентоні Блінкен заявив про жаль через дії уряду Росії, через що США протягом серпня запланували звільнити 182 місцевих співробітників і кілька десятків підрядників, що працювали в дипломатичних об'єктах США у Москві, Єкатеринбурзі і Владивостоці.
14-15 грудня Київ та Москву відвідала помічник держсекретаря США з Європи та Євразії Карен Донфрід. Російська сторона скористалася візитом Донфрід для того, щоб передати американському керівництву проекти договору про гарантії безпеки та угоди щодо заходів безпеки Росії та країн НАТО.
Переговори пройшли в Женеві, Брюсселі та Відні 10, 12 та 13 січня. 26 січня в МЗС РФ було передано письмову відповідь США на пропозиції Росії з безпеки. 17 лютого 2022 року послу США передали реакцію на отриману американську відповідь щодо російського проєкту договору між РФ та США про гарантії безпеки. Дипломати зафіксували, що вимоги не було враховано. Це дає Росії право самостійно формувати контури безпеки, у тому числі шляхом реалізації заходів військово-технічного характеру.

## Перекидання військ США до Східної Європи

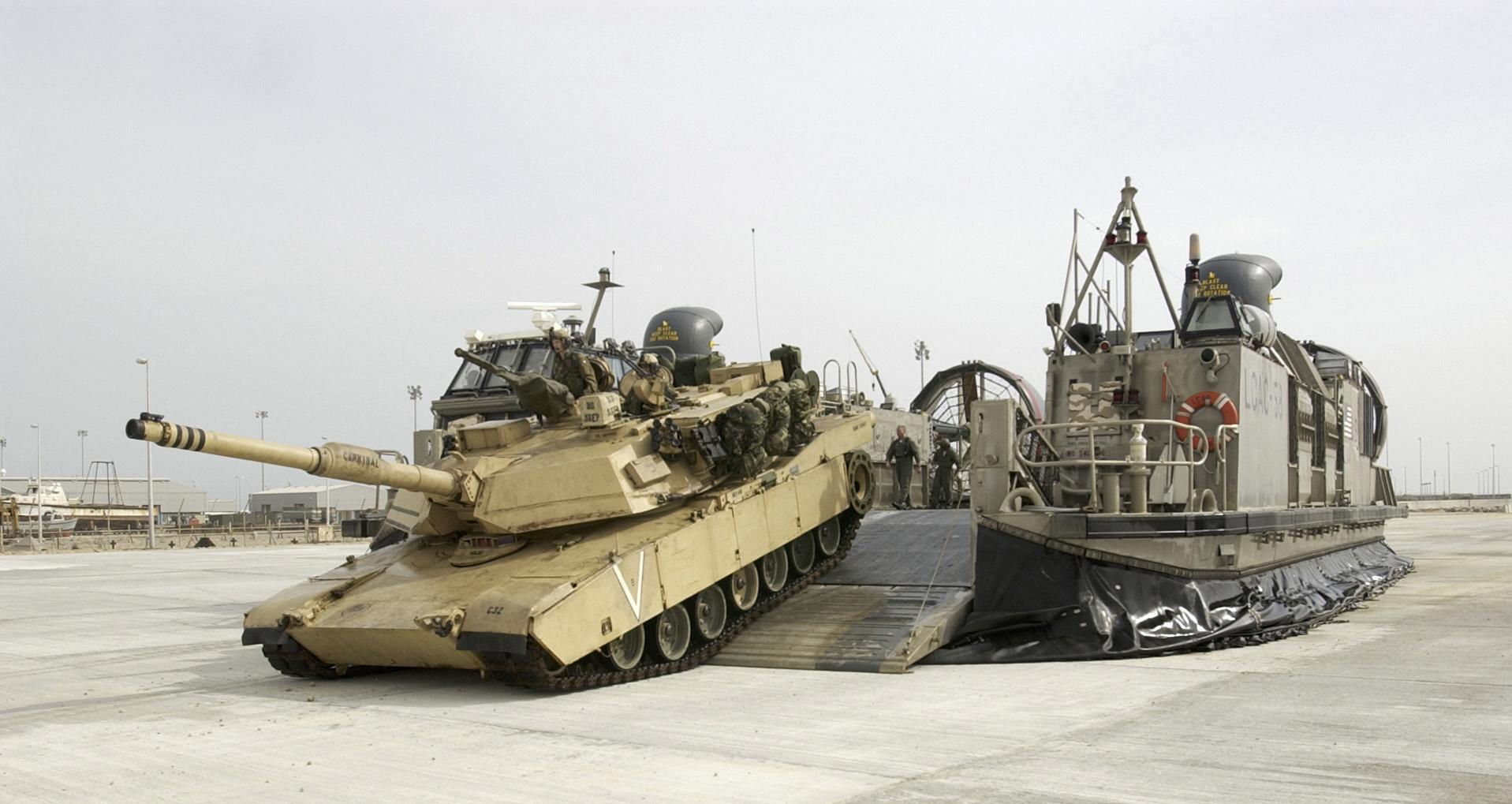
Розвантаження танків M1A1 «Абрамс» з морського транспорту

На початку 2017 року США перекинули 4 000 військовослужбовців до Східної Європи. Війська разом з технікою прибувають до німецького порту Бремерхафен. Там їх завантажують на залізничні платформи і відправляють до Польщі.
Бронетехніка буде представлена САУ, 87 танками M1 Abrams і 144 БМП M2 Bradley.
Перші танки прибули з США 6 січня 2017.
15 лютого 2017 року до Румунії прибули американські військові з танками та БМП. Вони розмістяться на військово-повітряній базі імені Михайла Когелнічану в місті Констанца. Всього має прибути 500 військовослужбовців, танки M1A1 «Абрамс» та БМП M2 Bradley.
Найбільше військ буде розташовано у Польщі — 3 500 солдатів з 3-ї танкової бригадної бойової групи 4-ї піхотної дивізії. Також війська прибудуть до Румунії, Болгарії та до країн Балтії.
Паралельно США посилює охорону повітряного простору Північної Європи. США продали Норвегії п'ять протичовнових літаків Boeing P-8A Poseidon.
Натомість Росія вже перекинула на свій західний кордон до 330 тис. військовиків.
Павло Фельгенгауер, незалежний військовий оглядач, заявив, що можливою реакцією РФ на перекидання військ США стане роздування і без того величезного військового бюджету Росії і до нового етапу гонки озброєнь. Так, у вересні 2016 року російські війська мали 66 повністю боєготових тактичних батальйонних груп, на січень 2017 — 96, а до 2018 кількість зросте до 125.

## Соціологічні опитування населення країн

### Ставлення росіян до США
| Дата        | Ставлення | Ставлення | Агентство      |
|             | Позитивно | Негативно |                |
| Липень 2015 | 19 %      | 70 %      | «Левада-центр» |